# Levin (Nueva Zelanda)
Levin es una ciudad en la región de Manawatu-Wanganui en Nueva Zelanda, y es la mayor de las ciudades en el distrito de Horowhenua. Se encuentra en la Autovía Estatal 1 en la ruta principal del norte de la isla, 90 km al norte de Wellington, 50 km al sur de Palmerston Norte y a 2 km al este del Lago Horowhenua.
La ciudad fue nombrada así por William Hort Levin, un director de la Wellington and Manawatu Railway Company. El nombre es una variación de la tribu de Leví. El nombre maorí de la ciudad es Taitoko.
Levin es un centro de servicios para las áreas circundantes, y un núcleo de indsutria ligera. De acuerdo con la estimación de 2009, la población residente se estima en 19.550. Más del 20% de los habitantes tienen más de 65 años, un porcentaje sensiblemente mayor a la media nacional.

## Personas ilustres
- Michele A'Court (comediante)
- Paul Beresford (Político Británico)
- Suzy Clarkson (Presentador)
- Joy Cowley (novelista)
- Rebecca Gibney (actriz)
- Doug Kidd (político)
- George Silk (fotógrafo)
- Carlos Spencer (Jugador de la Rugby Union)
- Jack Afamasaga (Jugador de la Rugby League)
- Pat Booth (Periodista/Escritor)
- Darren Hughes (Político)